# Walther Lucht
Walther Lucht  (28 février 1882 à Berlin – 18 mars 1949 à Heilbronn) est un General der Infanterie allemand qui a servi au sein de la Wehrmacht pendant la Seconde Guerre mondiale.
Il a été décoré de la croix de chevalier de la croix de fer avec feuilles de chêne, attribuée pour récompenser un acte d'une extrême bravoure sur le champ de bataille ou un commandement militaire avec succès.

## Biographie
À l'été 1901, alors qu'il est âgé de 19 ans et qu'il a passé son baccalauréat, Lucht s'engage comme aide-drapeau dans le 1er régiment d'artillerie à pied. Il est promu lieutenant le 18 octobre 1902.
Walhter Lucht est capturé par les forces américaines en mai 1945 et est libéré en 1948.

## Grades
- Fahnenjunker : 27 septembre 1901
- Fähnrich : 27 janvier 1902
- Leutnant : 18 octobre 1902
- Oberleutnant : 18 octobre 1911
- Hauptmann : 8 novembre 1914
- Major : 1er décembre 1925
- Oberstleutnant :1er avril 1930
- Oberst : 31 mars 1932
- Oberstleutnant : 1er octobre 1937
- Oberst : 1er juin 1938
- Generalmajor : 1er octobre 1940
- Generalleutnant : 1er novembre 1942
- General der Artillerie : 1er octobre 1943

## Décorations
- Croix de fer (1914)
  - 2e classe (14 octobre 1914)
  - 1re classe (19 octobre 1915)
- Croix hanséatique de Hambourg
- Croix d'honneur en 1934
- Médaille de la campagne 1936-1939 espagnol
- Croix d'Espagne en or avec glaives
- Agrafe de la croix de fer (1939)
  - 2e classe (17 mai 1940)
  - 1re classe (23 juin 1940)
- Médaille du front de l'Est
- Croix allemande en or (12 mars 1942)
- Croix de chevalier de la croix de fer avec feuilles de chêne
  - Croix de chevalier le 30 janvier 1943 en tant que Generalmajor et commandant de la 336. Infanterie-Division[1]
  - 691e feuilles de chêne le 9 janvier 1945 en tant que General der Artillerie et commandant du LXVI. Armeekorps[2]